# Grænselandsportal
Grænselandsportalen (tysk Grenzlandportal) er en internetportal om den dansk-tyske grænseregion Sønderjylland/Slesvig. Den findes i en parallel dansk og tysksproget udgave. 
Grænseregionen svarer til det historiske, danske hertugdømme Slesvig i området mellem Kongeåen i nord og Ejderen i syd. Området betegnes på dansk også som Sønderjylland. Ved folkeafstemninger i 1920 blev området delt mellem Danmark og Tyskland, og det har siden været udkantsområder i begge stater.
Ideen om at synliggøre og styrke den fælles dansk-tyske region med en internetportal opstod i Dansk-Tysk Biblioteksforum og blev i 2004 virkeliggjort med en 4-årig bevilling fra Biblioteksstyrelsen til Det sønderjyske Landsbibliotek i Aabenraa. Projektleder blev tidligere borgmester i Aabenraa, mag. art. Jørgen Witte, med en styregruppe ledet af den danske generalkonsul i Flensborg, dr. phil. Henrik Becker-Christensen.
Portalen er under opbygning med bidrag fra danske og tysk side, men er allerede offentligt tilgængelig. Den giver adgang til målrettet information om kulturelle og administrative forhold i almindelighed i hele grænseregionen. I portalen bringes en-spaltede tekster, der omtaler fælles forhold, hvorimod forhold i regionen, som af historiske grunde er forskellige, er derimod placeret over for hinanden i artikler i to spalter. Derved skabes mulighed for sammenligning og forståelse af forholdene på tværs af den eksisterende statsgrænse. Overordnet set ønsker man at skabe en virtuel fælles grænseregion.
Biblioteksstyrelsens projekt blev i 2005 udvidet til et EU-projekt (Interreg III A-programmet) med to tyske partnere. Den ene er den slesvig-holstenske kulturelle paraplyorganisation Landeskulturverband Schleswig-Holstein og den anden er foreningen Nordfriisk Instituut. Ved et arrangement i Flensborg den 24. september 2006 åbnede den slesvig-holstenske ministerpræsident Peter Harry Carstensen og den syddanske regionsrådsformand Carl Holst den fælles dansk-tyske Grænselandsportal.